# السينما في الشرق الأوسط
تشير سينما الشرق الأوسط بشكل عام إلى الصناعات السينمائية في الشرق الأوسط وهم دول: البحرين، مصر، العراق، الأردن، الكويت، لبنان، دولة فلسطين، سلطنة عمان، قطر، السعودية، سوريا، الإمارات العربية المتحدة، واليمن.
منذ بداية السينما في أوروبا والولايات المتحدة، افترض الكثير من الناس أن السينما في الشرق الأوسط وصلت بعد ذلك بكثير من السينما الغربية. ومع ذلك، دخلت السينما إلى معظم البلدان العربية بحلول بداية القرن العشرين بواسطة باثى أو الإخوة لوميير. في نهاية الخمسينيات، كانت مصر ولا زالت هي المهيمنة على صناعة الأفلام العربية، مما أدى إلى قيام العديد من دول الشرق الأوسط الأخرى بدمج الاتفاقيات المصرية في أفلامها الخاصة.
لكل بلد في الشرق الأوسط ثقافة مختلفة ومميزة تغير من أسلوب العرض والإنتاج السينمائي.

## البحرين
كانت أول سينما في البحرين عبارة عن سينما مؤقتة أقيمت في منزل ريفي عام 1922، وأول سينما رسمية أقيمت عام 1937. تم إنشاء العديد من الشركات الأخرى في الخمسينات والستينيات من القرن الماضي، وبدأت (شركة البحرين للسينما وتوزيع الأفلام) في العمل عام 1967، والتي أعيدت تسميتها باسم شركة البحرين للسينما في عام 1976. يوجد الآن عدد من دور السينما الحديثة في البحرين، بما في ذلك مجمع يوجد به 20 شاشة في سيتي سنتر البحرين. (انظر سينما البحرين).

## مصر

### تاريخ الصناعة
من المعروف أن مصر هي أكبر منتج سينيمائي في الشرق الأوسط، بدأ تاريخ مصر في الافلام بعد أشهر قليلة من عرض فيلم الإخوة لوميير في أوروبا. في عام 1896، تم نقل فيلمهم إلى مصر وتم عرضه حصريًا لمجموعة من المصريين في شنايدر بالإسكندرية. بعد ذلك بعام في نفس المدينة، تم افتتاح (سينماتوغراف لوميير) وكان يعرض أفلامًا متكررة. كانت مصر واحدة من الدول القليلة في العالم العربي والشرق الأوسط التي تمكنت من إقامة صناعة أفلام أثناء استعمارها. ومع ذلك، كانت أنواع الأفلام التي تم تصويرها في مصر في ذلك الوقت أكثر وثائقية على غرار السينما أو الأفلام الإخبارية. في النهاية، قاموا بعمل المزيد من النشرات الإخبارية وبدأوا أيضًا في إنشاء أفلام قصيرة. في عام 1906، ذهب فيليكس مسكيش، الذي عمل لدى الإخوة لوميير، إلى مصر لتصوير فيلم قصير على كاميرته لهم. استمر جمهور الأفلام في مصر في النمو حتى عام 1908 كان هناك مامجموعه أحد عشر دور سينما في البلاد. أحضر أحد قاعات السينما الفرنسية كاميرا ومصورًا لإنشاء النشرات الإخبارية المحلية للعرض حصريًا في قاعاتهم الخاصة للتنافس مع القاعات السينيمائية الأخرى. مع هذا الاهتمام المتزايد بالأفلام، افتتح المستثمرون الإيطاليون شركة أفلام ستيسا في المدينة التي كان من المقرر أن تكون مركزًا للأفلام بالإسكندرية عام 1917 في النهاية، أغلقت أبوابها بسبب أفلامها منخفضة الجودة وعدم اهتمام المنتجين بالثقافة المصرية. أحد الأفلام الثلاثة التي قاموا بإنشائها (آيات مميزة من القرآن الإسلامي) مقلوبة رأسياً مما أدى إلى حظرها من قبل المسؤولين الحكوميين. علاوة على ذلك، كان لأفلامهم ممثلون ومخرجون إيطاليون لم يساعدوا قضيتهم. مع مرور الوقت، تم إنشاء المزيد من الأفلام والنشرات الإخبارية. في عام 1926، عاد الإخوة لاما اللبنانيون من الأرجنتين بكاميراتهم وبدأوا في إنشاء أفلام على الطراز الغربي في صحاري مصر. حتى ذلك الحين، لم يكن المصريون سعداء لأن معظم الأفلام التي تم إنشاؤها لم يتم إنتاجها من قبل المصريين وأظهرت الممثلين الغربيين في جو مصري. وأخيرًا، كان فيلم ليلى (1927) مشهورًا إلى حد كبير لأنه تم إنتاجه من قبل الممثلة المسرحية المصرية، عزيزة أمير، ويتميز بسرد مألوف لمعظم الجماهير المصرية. لذلك، اعتبر الكثيرون هذا الفيلم أول فيلم مصري (على الرغم من أنه أخرجه مخرج تركي) وكان أول فيلم يتم إنتاجه من قبل امرأة. كان هذا بداية السينما الوطنية في مصر.

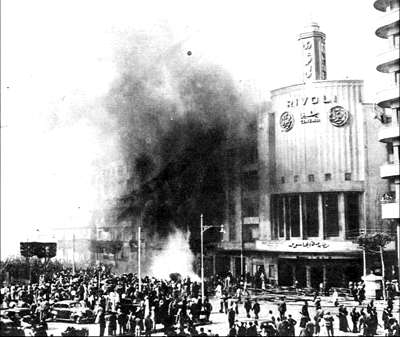
صورة لنار القاهرة بالقرب من سينما ريفولي خلال نفس عام الثورة المصرية 1952.

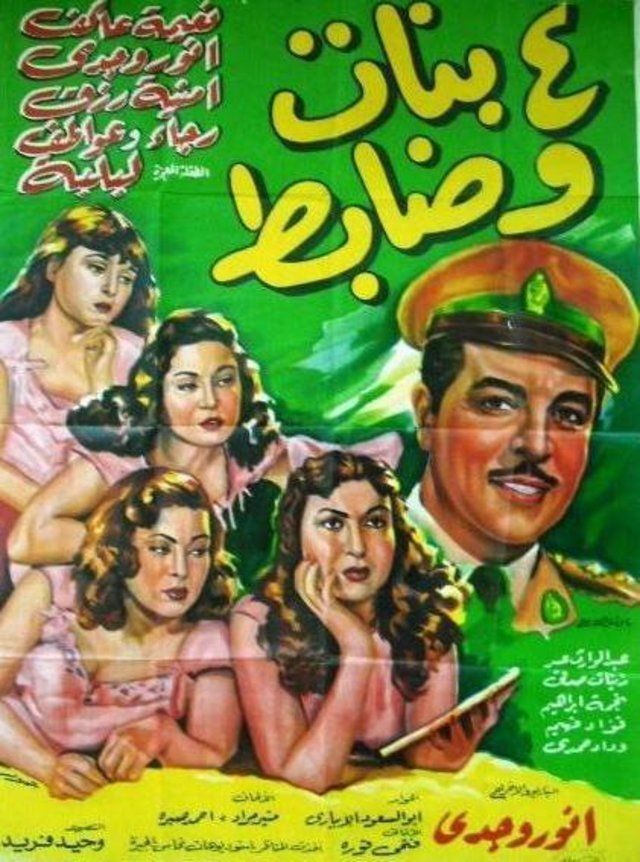
ملصق لفيلم رومانسي ميلودرامي من عام 1954 يدعى أربع فتيات وضابط.

بعد ذلك كان هناك ذروة في إنتاج الأفلام المصرية. «من عام 1927 إلى عام 1930 تم إنتاج فيلمين كاملين في السنة، وتم إصدار خمسة أفلام في عام 1931 وستة أفلام في كل من 1933 و 1934». على الرغم من أن جميع هذه الأفلام تم إنشاؤها بشكل مستقل، في عام 1935، تم تأسيس استوديو مصر وتبعه ستة استوديوهات أخرى من عام 1936 إلى عام 1948. لم يسيطر استوديو مصر على الصناعة، لكنه كان أحد العوامل الكبيرة التي أطلقت السينما المصرية (بما في ذلك قرارهم بنقل الإنتاج من الإسكندرية إلى القاهرة). خلال هذا الوقت، كانت مصر أقوى دولة عربية وشرق أوسطية أنتجت أفلامًا، والتي كانت تتطلع إليها العديد من الدول الأخرى في الشرق الأوسط. مع مرور الوقت، حدثت العديد من التغييرات التي دفعت العديد من صانعي الأفلام المصريين إلى البدء في إنتاج أفلامهم تدريجياً في لبنان. أولاً، جعلتها الثورة المصرية عام 1952 أقل استقرارًا سياسيًا في مصر. ثانيًا، أدى تأميم صناعة السينما (1962) في مصر إلى فرض المزيد من القيود على الأفلام ببطء حتى قوانين الرقابة على الأفلام التي صدرت في عام 1976. أثَّر الوجود المصري في لبنان على إخراج الأفلام اللبنانية. بين عامي 1963 - 1970، كان نصف الأفلام التي تم إنتاجها في لبنان باللهجة المصرية. في نهاية المطاف، عاد المصريون إلى مصر بسبب الحرب الأهلية في لبنان. بعد الرقابة في مصر، كان هناك مبالغة بالأخلاق والتواضع على الشاشة (من أواخر الستينيات إلى الثمانينيات). أدت هذه القيود إلى تغيير في حركات الأفلام من القصص الرومانسية والحب إلى الواقعية والميلودرامية الجديدة. أثرت هذه الموجة على العديد من الأفلام من اليوم. وبحسب الصحفي المصري إبراهيم فرغلي، «بالنسبة لي، تبدو مصر اليوم متأثرة بحركة '68' في دعوتها للتغيير، والتغلب على القيم التقليدية، والتحرر من القمع، سواء كان سياسيًا أو اجتماعيًا أو أخلاقيًا أو دينيًا». في الآونة الأخيرة، فيلم الميدان (2013) وهو فيلم وثائقي عن الثورة المصرية لعام 2011. تم ترشيحه أيضًا لجائزة الأوسكار كأفضل فيلم أجنبي.
على الرغم من أن صناعة السينما المصرية ليست قوية كما كانت من قبل بسبب المشاكل المالية المتزايدة، إلا أنها لا تزال تهيمن على إخراج السينما العربية خاصة في السينما السائدة حيث تنتج ما يصل إلى 77% من الأفلام. هذا بسبب وجود نظام بيئي قائم بالفعل للسينما المصرية التي شهدت صعودها في الستينيات. واليوم، تضم الشركة لاعبين إقليميين رائدين مثل شركة التوزيع ماد سوليوشنز. بالإضافة إلى ذلك، تستضيف مصر مجموعة متنوعة من المهرجانات السينمائية التي تساعد في الحفاظ على ثقافة السينما المحلية، بما في ذلك المهرجانات الإقليمية البارزة مثل مهرجان الجونة السينمائي، الذي يضم مجموعة رائعة من النجوم كل عام.

### المخرجون والأفلام البارزون
| مخرجون بارزون               | أفلام بارزة                                           | ملاحظات                                                       |
| --------------------------- | ----------------------------------------------------- | ------------------------------------------------------------- |
| محمد كريم                   | زينب (1930)                                           | أول فيلم روائي مصري.                                          |
| يوسف شاهين (الممثل الرئيسي) | محطة القاهرة (1958)                                   | يمثل مرحلة مهمة للواقعية السينمائية المصرية.                  |
| شادي عبد السلام             | المومياء (المعروفة أيضًا باسم ليلة عد السنوات ) (1969) |                                                               |
| عاطف الطيب                  | سائق الحافلة (1983)                                   | غالبًا ما يُذكر لتسليط الضوء على بداية الحركة الواقعية الجديدة. |
| جيهان نجيم                  | المربع (2013)                                         | أول فيلم يتم ترشيحه لجائزة الأوسكار.                          |

## العراق
قبل الحرب العالمية الأولى لم ليكن للسينما وجود في العراق، وبالرغم من أن أول فيلم عرض في العراق كان في عام 1909 وقام تجار عراقيين بفتح دور السينما بعدها في المدن الكبيرة مثل بغداد
(انظر مقالة: سينما عراقية)

## إيران
يرجع تاريخ السينما في إيران إلى عام 1900، يوم كان الشاه الإيراني مظفر الدين شاه، في زيارة لإحدى الدول الأوروبية وأحضر معه أول آلة تصوير للبلاد. وفي عام 1904، افتتحت أول صالة عرض للسينما بإيران. ويعتبر هذا الأمر نقطة تحوّل وبداية للسينما في إيران وبرغم وجود العديد من صالات السينما عام 1912، فلم يتم إنتاج أي فلم سينمائي في إيران حينها واستمر ذلك حتى عام 1929 حيث كان السينمائيون يقومون بذلك الزمان بعرض الأفلام الغربية المدبلجة في صالات السينما الإيرانيه الصغيرة. رغم البدايات المبكرة للسينما، لكن أول فيلم إيراني أخرج عام 1930، بعنوان «آبي ورابي»، على يد المخرج أفانيس أوهانيان بمساعدة المصوّرخان بابا معتضدي. (انظر مقالة: السينما الإيرانية)

## الأردن

### تاريخ الصناعة
أول سينما معروفة في الأردن كانت سينما البتراء عام 1935. ومع ذلك، يقال أنه كانت هناك سينما تسمى «أبو سياية» في العشرينيات من القرن الماضي، وكان من أوائل الأفلام التي عرضتها أفلام تشارلي تشابلن الصامتة. على عكس مصر ولبنان، انضم الأردن إلى صناعة الأفلام في وقت لاحق، حيث تم إصدار أفلامهم الأولى في الخمسينيات. كان السبب على الأرجح يرجع إلى حقيقة أن الأردن نال استقلاله عن الانتداب البريطاني عام 1946.

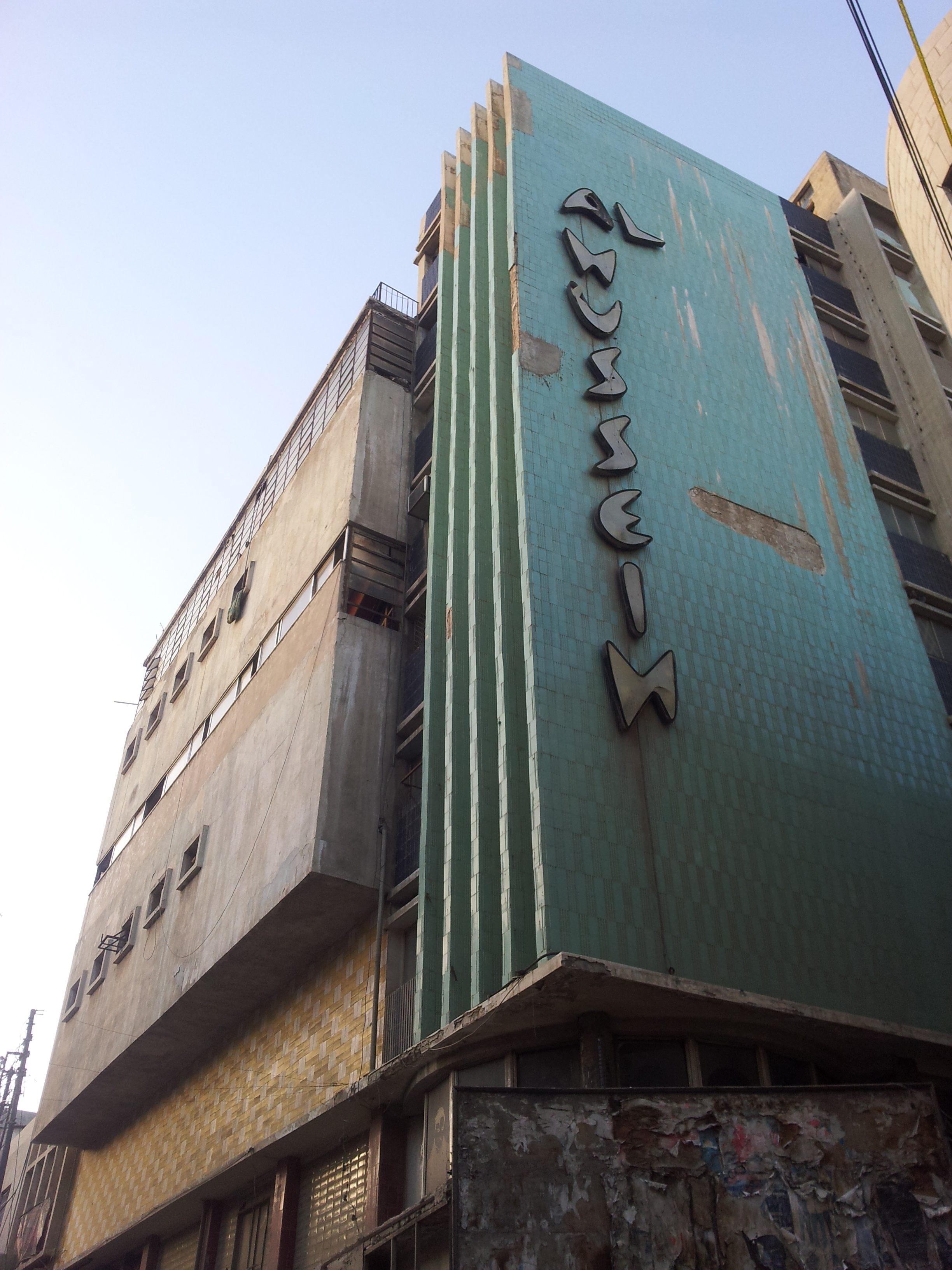
سينما الحسين، قاعة سينما مهجورة في عمان، الأردن.

أول فيلم تم إنشاؤه في الأردن كان فيلم صراع في جيراش، تم إصداره بعد أحد عشر عامًا في عام 1957. تم عرض الفيلم في الأردن وفلسطين وكان فيلمًا رومانسيًا (خاصة مع نجاح مثل هذه الأفلام في مصر في ذلك الوقت). حتى يومنا هذا، يُستخدم هذا الفيلم كمرجع لكيف كانت الأردن وفلسطين في الخمسينات. حاول هذا الفيلم أيضًا تقديم فكرة القومية الأردنية. في الواقع، في مرحلة ما من الفيلم، تقول ماريا، «طالما أنا بجانبك أشعر أنني في المنزل». يجيب عاطف «أنت حقًا في المنزل»، ثم تقول ماريا «هذا صحيح، لقد ولدت في الأردن». أخرجه المخرج الأردني واصف الشيخ وتم تصويره من قبل اللاجئ الفلسطيني إبراهيم حسن سرحان الذي أنتج العديد من الأفلام الوثائقية في فلسطين في السنوات السابقة. يختلف المؤرخون حول ما إذا كان هذا فيلمًا وثائقيًا أو سرديًا، لأنه يستخدم عناصر من كليهما. في عام 1964، تم إنشاء عاصفة على البتراء للمخرج المصري فاروق عجرمة. كان هذا الفيلم تعاونًا بين الصناعات السينمائية في مصر والأردن ولبنان وإيطاليا، وتم توزيعه دوليًا.
منذ ذلك الحين، تم إنتاج أربعة أفلام جديدة فقط. بدلاً من ذلك، كان هناك المزيد من الاستوديوهات الغربية التي كانت تصور في الأردن خصوصًا في وادي رم ومناطق أخرى تشبه الصحراء كمواقع للعديد من أفلامهم. بعض الأمثلة الأكثر شهرة تشمل لورنس العرب (1962) وإنديانا جونز والحملة الصليبية الأخيرة (1989) بعد سنوات، تأسست مؤسسة عبد الحميد شومان عام 1989 للمساعدة في تنمية الثقافة السينمائية للأفلام العربية في محاولة لتأسيس صناعة السينما في الأردن. علاوة على ذلك، في عام 2003 تم إنشاء الهيئة الملكية للأفلام التي كانت أيضًا محاولة لتشجيع إنتاج الأفلام الأردنية. ونتيجة لذلك، تم إنتاج المزيد من الأفلام الأردنية، بما في ذلك المرشح لجائزة الأوسكار 2014، ذيب، النقيب أبو رائد (2008)، و 3000 ليلة (2016).
يعتبر صندوق اللجنة مركزًا للبنية التحتية للأفلام المعاصرة في الأردن ويعمل كخلفية للسينما العربية ككل من خلال برنامج المنح ودعم صانعي الأفلام المحليين وسلسلة من ورش العمل. بشكل متزايد، كان الأردن يستغل المناظر الطبيعية الفريدة كموقع فيلم مثالي وأكثرها شهرةً وادي رم حيث أصبح الآن وجهة للذهاب إلى صور هوليوود المرموقة التي حول العالم مثل لورنس العرب، المريخ، حرب النجوم: روج ون وعلاء الدين. لذلك، يمكن اعتبار المناظر الطبيعية الطبيعية جزءًا أساسيًا من البنية التحتية للأفلام الأردنية لأنها تتيح استيراد منتجات الأفلام المشهورة دوليًا.

### المخرجون والأفلام البارزون
| مخرجون بارزون | أفلام بارزة              | ملاحظات                              |
| ------------- | ------------------------ | ------------------------------------ |
| واصف الشيخ    | النضال في جرش (1957)     | أول فيلم روائي في الأردن             |
| فاروق عجرمة   | عاصفة على البتراء (1964) |                                      |
| أمين مطالقة   | كابتن أبو رائد (2008)    |                                      |
| ناجي أبو نوار | ذيب (2014)               | أول فيلم يتم ترشيحه لجائزة الأوسكار. |
| مي مصري       | 3000 ليلة (2016)         |                                      |

## الكويت
كان أبناء السندباد أول فيلم تم تصويره في الكويت عام 1939 من قبل آلان فيلير. ثم تأسست شركة السينما الكويتية عام 1954، مع وجود السينما الأولى في منطقة الشرق. وهي تدير الآن سلسلة سينسكيب السينمائية، وهي السلسلة السينمائية الوحيدة المتاحة لرواد السينما الكويتيين. أُنتج فيلم بس يابحر الفيلم الكويتي المعروف عام 1972 من قبل خالد الصديق، والذي يروي قصة غواص اللؤلؤ الذي يبحث عن لؤلؤة كبيرة حتى يتمكن من الزواج من امرأة من عائلة ثرية. تدور احداث الفلم في أيام ما قبل النفط في الكويت وينتقد المجتمع ومعاملته للمرأة والدين.
وفاز الفيلم أيضاً بالكثير من الجوائز وهي:
- الجائزة الأولى، مهرجان دمشق السينمائي، 1972.
- جائزة الشرف، مهرجان طهران الدولي، 1972.
- جائزة النقاد الدوليين، مهرجان فينيسيا الدولي 1972.
- جائزة الاختيار «الأسد الفضي»، مهرجان فينيسيا الدولي، 1972.
- جائزة «هوغو الفضي»، مهرجان شيكاغو العالمي، 1972.

(انظر سينما الكويت).

## لبنان

### تاريخ الصناعة
يعود تاريخ السينما في لبنان إلى ثمانينيات القرن التاسع عشر. بعد عامين من عرض Lumière Brothers علنًا لأول فيلم لهم في ديسمبر 1885 (باريس، فرنسا)، بدأوا في إرسال ممثلين للقيام بجولة في بلدان مختلفة لعرض أفلامهم. واحدة من المدن التي زاروها كانت بيروت عاصمة لبنان. بعد عدة سنوات، في عام 1909، تم افتتاح أول مسرح للسينما في نفس المدينة من قبل باثى فرير. ساعدت هذه الأحداث على زراعة ثقافة مشاهدة الأفلام في البلاد. في نهاية المطاف، أخرج جوردانو بيدوتي، الذي كان سائقًا إيطاليًا لعائلة لبنانية معروفة (كان يجيد اللغة العربية وقضى عدة سنوات في البلاد) أول فيلم صامت على الإطلاق في لبنان (مغامرات إلياس مبروك (1929). مع وصول الصوت ظهرت العديد من التطورات في إنتاج الأفلام اللبنانية. في عام 1933، افتتحت شركة شركة لومار للأفلام، أول شركة إنتاج أفلام لبنانية على الإطلاق، ومولتها هيرتا قرقور، وهي امرأة لبنانية. تم تدريب فنيي الشركة من قبل استديوهات باثى في فرنسا. وبحلول عام 1934، أنشأت شركة لومار السينمائية أول فيلم لبناني ناطق بالعربية، في أنقاض بعلبك. كان هذا الفيلم أيضًا أول فيلم يتم إنشاؤه بالكامل في بلد عربي (بما في ذلك تطوير الفيلم). بعد توقف لمدة خمس سنوات، بدأت الاستوديوهات مثل استوديو الأرز واستوديو هارون وكان لديها جميع المعدات اللازمة لصنع الأفلام في الخمسينيات. في الخمسينيات كانت الأفلام في مواقع ريفية في لبنان، إلا أنها تراجعت تجاريًا. ونتيجة لذلك، بدأت الاستوديوهات في إنتاج أفلام تشبه الأفلام الميلودرامية والبدوية المصرية، والتي كانت تحقق أداءً تجاريًا جيدًا في ذلك الوقت. علاوة على ذلك، في ذلك الوقت، بدأ صانعو الأفلام المصريون في الذهاب إلى لبنان للتصوير خاصة بعد الثورة المصرية عام 1952 والاستقرار السياسي للبنان في ذلك الوقت. وأدى ذلك إلى أفلام ليس لها هوية لبنانية مميزة لأن المخرجين اللبنانيين كانوا يحاولون تقليد نجاح الأفلام المصرية بينما كان المخرجون المصريون يبدعون نفس أفلامهم المصرية القديمة في لبنان. بين عامي 1963 و 1970، تم إنتاج 100 فيلم في لبنان، منها 54 فيلما باللهجة المصرية.

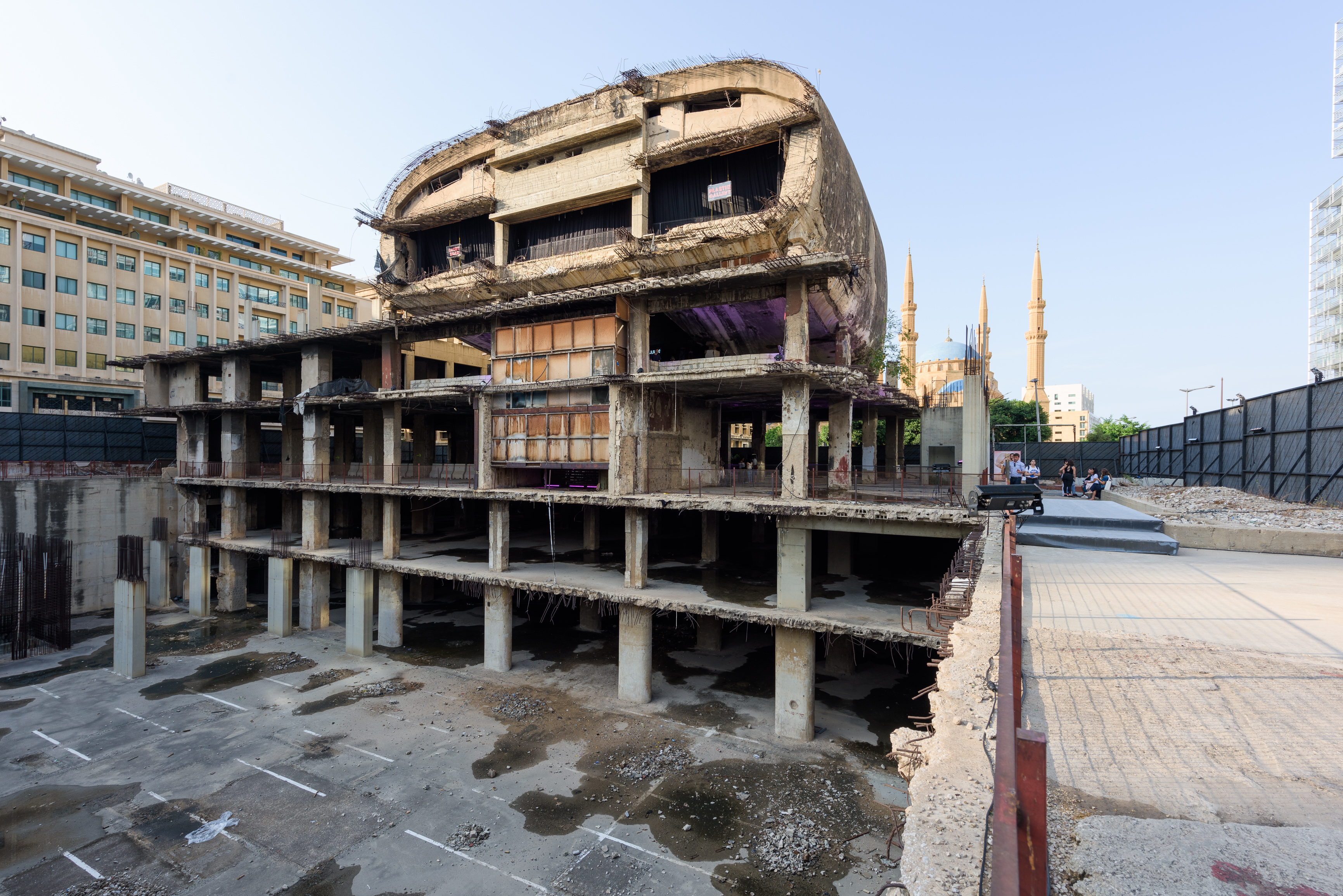
مسرح سينمائي غير مكتمل من ستينيات القرن الماضي، يدعى البيضة في بيروت، لبنان

بعد الحرب الأهلية اللبنانية (1975-1990)، تم تدمير البنية التحتية للسينما والعديد من بكرات الأفلام. عاد المخرجون المصريون إلى مصر لأنها كانت أكثر استقرارًا سياسيًا خاصة بعد نهاية سياسة الأفلام التي وضعها قطاع الأفلام العامة. جلبت الحرب الأهلية في لبنان المزيد من التعقيدات في صناعة الأفلام، خاصة عندما يتعلق الأمر بالموارد. هناك، كان التركيز على إنشاء أفلام تجارية للتلفزيون. وشمل ذلك عروض ترفيهية للكوميديا، ونشرات الأخبار، والأفلام الوثائقية السياسية (التي قرأها المشاهدون بشكل مختلف اعتمادًا على الحزب السياسي الذي يدعمونه)، والميلودراما التي كانت عادةً ما تكون بمثابة عروض من الأفلام الشعبية. أحد الوسائط السينمائية التي أصبحت شائعة بشكل لا يصدق أثناء الحرب كانت مشاهدة وإنشاء الأفلام من خلال الفيديو المنزلي. أدى هذا بفيلم غرب بيروت (زياد الدويري، 1998) ليصبح فيلماً مشهورًا جداً بين اللبنانيين في ذلك الوقت. سلط الفيلم الضوء على الحرب من خلال سرد يجمع بين مقاطع وعناصر الفيديو المنزلي مع فيلم تقليدي (باللهجة اللبنانية). هذه السينما اللبنانية بدأت في عصر النهضة وساعدت في حل أزمة الهوية.
منذ ذلك الحين، أصبحت صناعة السينما الحديثة في لبنان أكثر تطوراً وإنتاجية. تشمل بنيتها التحتية الحالية (2019) بعض أكبر من مؤسسات الأفلام وهيئات التمويل مثل (الصندوق العربي للثقافة والفنون)، الموارد (الحكومة)، وزومال (التمويل الجماعي) والمزيد. أما المهرجانات السينمائية، فيستضيف لبنان مهرجان بيروت السينمائي الدولي إلى جانب مهرجانات سينمائية أقل شهرة. ونتيجة لذلك، أصبحت لبنان بحلول عام 2016 أحد البلدان الرائدة في إنتاج السينما. على رغم نقص البنية التحتية الرئيسية والهيئات التي تدعم المزيد من السينما المستقلة، فهي تقود الأفلام المستقلة من خلال إنتاج 20% من السينما العربية المستقلة سنويًا.
في السنوات الأخيرة، تم ترشيح فيلمين لبنانيين لجائزة الأوسكار لأفضل فيلم بلغة أجنبية، الإهانة (زياد الدويري 2017) وكفرناحوم (نادين لبكي، 2018).

### المخرجون والأفلام البارزون
| المخرجون البارزون | أفلام بارزة                | ملاحظات |
| ----------------- | -------------------------- | --- |
| جوردانو بيدوتي    | مغامرات إلياس مبروك (1929) | أول فيلم صنع في لبنان.                                                                                     |
| جوردانو بيدوتي    | مغامرات أبو عبد (1931)     | الفيلم الثاني في لبنان. أول فيلم بتمويل لبناني.                                                            |
| خوليو دي لوكا     | في أنقاض بعلبك (1934)      | الفيلم الأول بصوت. أول فيلم صنع بالكامل في بلد عربي.                                                       |
| علي العريس        | بائع الزهور (1943)         | أول فيلم من إخراج لبناني. يحتوي على لهجة مصرية.                                                            |
| جورج كاي          | الندم (1953)               | |
| زياد الدويري      | غرب بيروت (1998)           | |
| زياد الدويري      | الإهانة (2017)             | أول فيلم يتم ترشيحه لجائزة الأوسكار.                                                                       |
| نادين لبكي        | كفرناحوم (2018)            | رشح لجائزة الأوسكار. الفيلم العربي والشرق الأوسط الأعلى ربحًا على الإطلاق مع أكثر من 65 مليون دولار أمريكي. |

## سلطنة عمان
يقال أن السينما العمانية صغيرة، حيث تم عرض فيلم رئيسي واحد فقط. تستضيف مهرجان مسقط السينمائي سنويا منذ عام 2005. أول فيلم روائي مشهور في عمان، تم عرضه لأول مرة في عام 2006.

## فلسطين

### تاريخ الصناعة

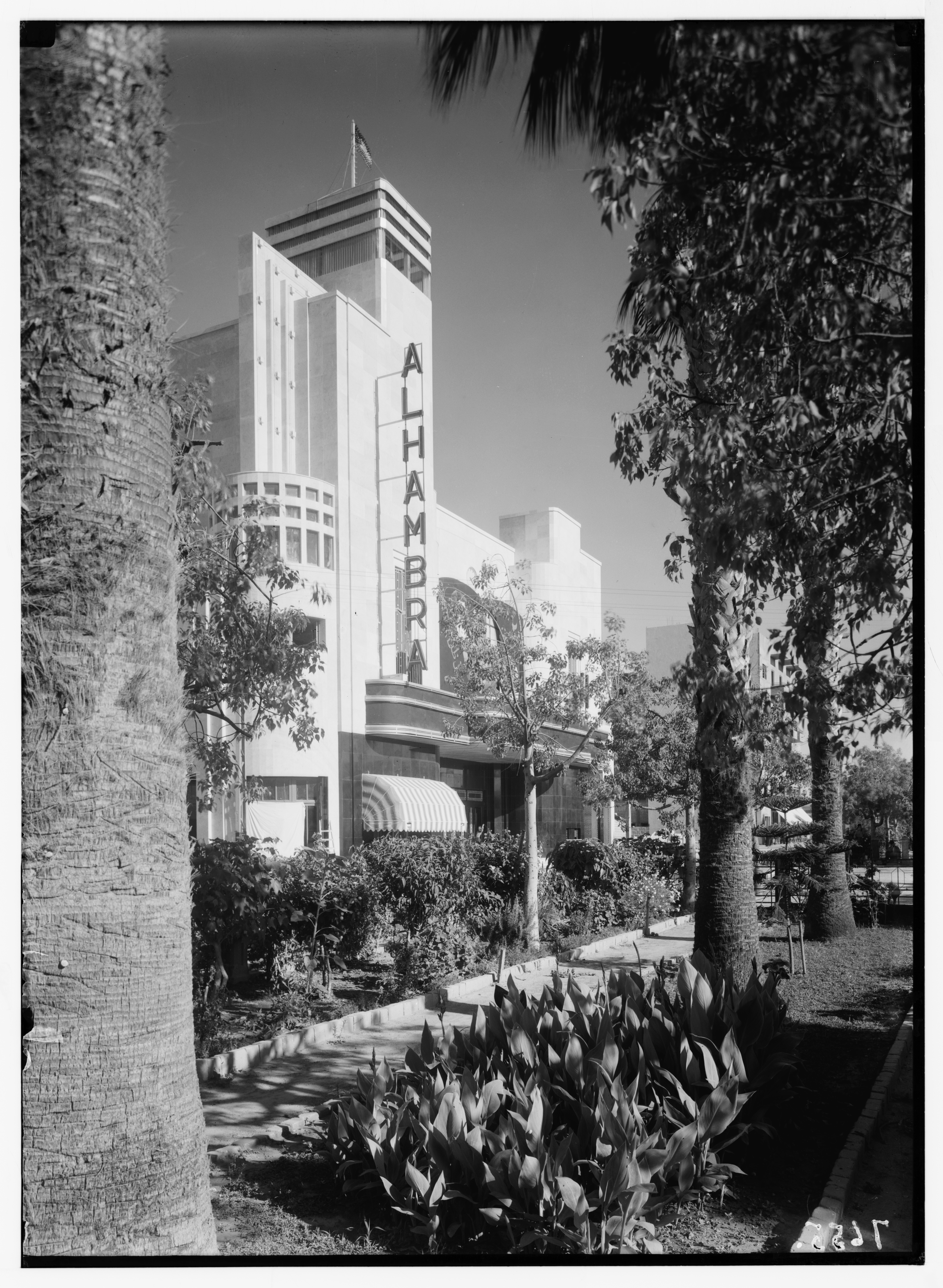
صورة لسينما الحمراء، قاعة سينما بنيت في ثلاثينيات القرن العشرين في يافا، فلسطين.

بدأت مسيرة الأفلام في فلسطين عندما سعى الأخوة لوميير للحصول على لقطات غريبة لفلسطين باسم الأرض المقدسة، استخدموا هذا في فيلمهم (La Palestina en 1896-1897). كان هذا الفيلم ببساطة لقطات لأشخاص يعيشون حياتهم اليومية في فلسطين. في عام 1900، تم عرض أفلام الإخوة لوميير في فندق أوروبا في مدينة القدس. وفي عام 1908، افتتح اليهود المصريون سينما في القدس تسمى أوراكل. على غرار مصر ولبنان، لم يكن أول فيلم في فلسطين من الفلسطينيين أنفسهم. وقد أطلق عليه الفيلم الأول لفلسطين (1911) من إخراج موري روزنبرغ واستُخدم لإدامة الدعاية الصهيونية وفكرة أن تكون فلسطين «أرضاً بلا شعب لشعب بلا أرض». أما الأفلام الفلسطينية الأولى الفعلية، على غرار بقية العالم العربي، فقد كانت أفلام وثائقية أو أفلام سياحية. في القاعات، كان هناك قانون أصدرته الحكومة في عام 1929 يسمى قانون الصور المتحركة، والذي فرض رقابة على الأفلام التي تحتوي على أعمال وسلوكيات غير أخلاقية قد تؤثر بأي شكل من الأشكال سلبًا على الجمهور.
في عام 1935، وثق إبراهيم حسن سرحان (الذي سيصبح فيما بعد مصور أول فلم سينيمائي في الأردن صراع في جرش) فيلمًا مدته 20 دقيقة عن زيارة الأمير السعودي سعود بن عبد العزيز آل سعود إلى القدس ويافا. استمرت أشكال الدعاية الصهيونية، وتحديدا النشرات الإخبارية، حتى أواخر الستينيات. مع النكبة الفلسطينية عام 1948 وإعلان دولة إسرائيل، بدأ العديد من الفلسطينيين بمغادرة فلسطين ولم يكن هناك أي تسجيل لأفلام فلسطينية في ذلك الوقت. ومع ذلك، كان هناك فيلم مصري تم إنتاجه بعنوان فتاة من فلسطين (1948). بعد الاضطرابات السياسية في فلسطين، تشكلت منظمة التحرير الفلسطينية عام 1964. ومع ذلك، كانت معظم العمليات المتعلقة بالأفلام لصانعي الأفلام الفلسطينيين تحدث خارج البلاد. في عام 1968، تأسست وحدة الأفلام الفلسطينية في الأردن وتم إنشاء بعض الأفلام في المنفى في لبنان حيث لجأ العديد من الفلسطينيين. الفيلم الأول الذي أنشأته وحدة الأفلام الفلسطينية في الأردن كان فيلمًا وثائقيًا بعنوان لا حل سلمي! (1968). بعد إنشاء عدد قليل من الأفلام في الأردن، كانت هناك بعض التوترات بين السلطات الأردنية وحركة المقاومة الفلسطينية، مما أدى إلى نقل وحدة الأفلام إلى لبنان.
ببساطة من خلال قراءة عناوين الأفلام التي كان يصنعها الفلسطينيون في ذلك الوقت، كانت العقليات والنوايا الثورية واضحة للغاية. تتضمن بعض الأمثلة لماذا نزرع الورود ولماذا نحمل الأسلحة (1973) والبنادق لن تبقى هادئة (1973) والبنادق موحدة (1974). بحلول عام 1982، تم إنشاء أكثر من ستين فيلمًا وكلها تقريبًا أفلام وثائقية. ومع ذلك، في عام 1987، تم إصدار أول فيلم روائي طويل تم تصويره في فلسطين التاريخية بعنوان، زفاف في الجليل، بواسطة ميشال خليفي. قدم هذا صناعة الأفلام ما بعد الثورة التي تحتوي على المزيد من الأفلام التجريبية والخيالية. لسوء الحظ، حتى ذلك الحين، لم يكن لدى فلسطين الموارد والبنية التحتية لا لإنشاء أفلامهم أو توزيعها على جماهيرهم الأصلية. حتى يومنا هذا، تنمو الصناعة ببطء، ومؤخرًا، تم ترشيح فيلمين منهما لجائزة الأوسكار لأفضل فيلم بلغة أجنبية: عمر (2013) والجنة الآن (2005) (من قبل المخرج هاني أبو أسعد).
نظرًا لأن جزءًا كبيرًا من السكان الفلسطينيين منتشرون في جميع أنحاء العالم، وبسبب الاضطرابات السياسية في البلاد، فإن فلسطين لا تملك الدعم الحكومي أو الخاص الضروري للحفاظ على صناعة الأفلام الخاصة بها، وبالتالي يعتمد عدد قليل من صانعي الأفلام الفلسطينيين بشكل كبير على المؤسسات الدولية التي يمكنهم الوصول إليها في معظم الأحيان بسبب جنسيتهم المزدوجة. ومع ذلك، نتيجةً للمغتربين الفلسطينيين في جميع أنحاء العالم، كانت هناك العديد من المهرجانات السينمائية المخصصة للموضوع الفلسطيني والتي تقع في مدن أجنبية مثل لندن والدوحة وحتى شيكاغو.

### المخرجون والأفلام البارزون
| مخرجون بارزون  | أفلام بارزة               | ملاحظات                                            |
| -------------- | ------------------------- | -------------------------------------------------- |
| موري روزنبرغ   | فيلم فلسطين الأول (1911)  | أول فيلم صنع في فلسطين، لكن لم يكن لفلسطيني.       |
| مصطفى أبو علي  | لا حل سلمي! (1968)        |                                                    |
| ميشال خليفي    | حفل زفاف في الجليل (1987) | أول فيلم روائي طويل تم تصويره في فلسطين التاريخية. |
| ايليا سليمان   | التدخل الإلهي (2002)      |                                                    |
| هاني أبو أسعد  | الجنة الآن (2005)         | أول فيلم يتم ترشيحه لجائزة الأوسكار.               |
| هاني أبو أسعد  | عمر (2013)                | رشح لجائزة الأوسكار.                               |
| Annemarie جاسر | وجيب (2017)               | حصل على جائزة لجنة تحكيم كان                       |

## دولة قطر

### تاريخ الصناعة
قطر ليس لديها تاريخ سينمائي معروف. تأسست شركة قطر للسينما عام 1970، وقامت ببناء عدد من دور السينما لعرض الأفلام الأجنبية. كان هناك تطور ضئيل لصناعة السينما القطرية، على الرغم من أن ذلك قد يتغير منذ تأسيس مؤسسة الدوحة للأفلام في عام 2010، والذي يهدف إلى الجمع بين جميع مبادرات ومشاريع صناعة الأفلام في البلاد. كما استضافت قطر مهرجان الدوحة تريبيكا السينمائي السنوي الذي تم إطلاقه في عام 2009 ولكن توقف في عام 2012. تم إنشاء معهد الدوحة للأفلام من قبل مبادرة الشيخة المياسة بنت حمد بن خليفة آل ثاني في عام 2010 لتعزيز ثقافة وصناعة الأفلام بشكل أساسي لرؤية قطر 2030 لتعزيز صناعة السينما في المنطقة. وهي تقوم بذلك بشكل أساسي من خلال المنح وورش العمل والمختبرات وأنشطة التطوير التي تهدف إلى تنمية المواهب القطرية المحلية ولكنها مفتوحة أيضًا للمواهب الإقليمية في منطقة الشرق الأوسط وشمال إفريقيا. من أجل مبادراتها الأولى، عقدت مؤسسة الدوحة للأفلام شراكة مع مؤسسة تريبيكا لإطلاق مهرجان الدوحة تريبيكا السينمائي الذي يهدف إلى تعزيز صناعة الأفلام الشعبية ولكن انتهى بعد أربع سنوات لإفساح المجال لمبادرات أخرى مثل قمرة السنوي (خمسة إصدارات) ومهرجان أجيال السينمائي (سبع طبعات). المسار الجديد للمؤسسة بمبادراتها الجديدة هو تركيز جهودها على تعزيز الاهتمام منذ وقت مبكر في المجتمع المحلي، وبالتالي الأطفال الذين يحكمون على مهرجان أجيال السينمائي. كما أنها تهدف إلى تعزيز صنع وجاذبية مشاريعها الممنوحة سنويًا من خلال مشاريع قمرة.
يشجع مخطط العرض والتوزيع الحالي في قطر على ارتفاع الطلب على عرض الأفلام في قاعات السينما بالإضافة إلى المشاهدة على الإنترنت على نطاق واسع، حيث يشجع هذا الأخير الزيارات المسرحية من الباحثين عن الترفيه في قطر. في عام 2017 فقط، كان هناك زيادة في 50 دار سينما في جميع أنحاء قطر في 6 أشهر فقط حيث كان هناك ارتفاع بنسبة 35% في رواد السينما في جميع أنحاء البلاد.
قطر ليس لديها العديد من الأفلام الروائية التي أنتجتها المواهب المحلية، من ناحية أخرى، مولت شركات الأفلام القطرية العديد من الأفلام التي حازت على جوائز مرموقة. فيما يلي قائمة بالأفلام البارزة التي تمولها قطر.

### المخرجون والأفلام البارزون (ممولة)
| المخرجون البارزون | أفلام بارزة                           | ملاحظات                     |
| ----------------- | ------------------------------------- | --------------------------- |
| أصغر فرهادي       | البائع (2016)                         | الفوز بجائزة الأوسكار       |
| نادين لبكي        | أين نذهب الآن (2011)، كفرناحوم (2018) | رشح أوسكار                  |
| هاني أبو أسعد     | عمر (2013)                            | رشح لجائزة الأوسكار.        |
| عبد الرحمن سيساكو | تمبكتو (2014)                         | فاز قيصر، رشح لجائزة أوسكار |
| ناجي أبو نوار     | ذيب (2016)                            | تم ترشيح أوسكار وفاز بافتا  |

## المملكة العربية السعودية

### تاريخ الصناعة
في البداية، لم تتبنى المملكة العربية السعودية فكرة دور السينما، وسمحت بدخول دور السينما المرتجلة المستقلة التي كانت تعمل خارج تدخل الحكومة. على غرار العديد من البلدان العربية الأخرى، تم تقديم السينما إلى المملكة العربية السعودية من قبل الغربيين، الذين كانوا يعملون في شركات النفط والغاز في المملكة العربية السعودية، مثل أرامكو، في ذلك الوقت. أدى هذا إلى بناء شاشات العرض في المباني السكنية في الثلاثينيات. وذهبت دور السينما لعرض أفلام مصرية من العصر الذهبي، وفي عام 1959، تم تصدير ما يقرب من 70% من الأفلام المنتجة في مصر في ذلك العام تم تصديرها بصيغة 16 مم إلى المملكة العربية السعودية. ومع ذلك، كانت هذه الأفلام تخضع للرقابة وكان من المفترض أن يتم عرضها بشكل خاص فقط. في وقت لاحق، تم حظر هذه الخطوة بسبب مخاوف من أن السينما ستتداخل مع الحياة الدينية العامة والخاصة، مما يؤدي إلى تعتيم كامل للسينما خلال التسعينات وأوائل العقد الأول من القرن الحادي والعشرين. باستثناء نظام IMAX الذي تم وضعه مدينة الخبر والذي عرض فقط المحتوى العلمي والديني. يمكن أن يكون التفسير المحتمل لماذا لم يكن علماء الدين من محبي السينما، وفقًا لشفيق، لأن الفيلم يُنظر إليه على أنه يجلب أشياء غير حية إلى الحياة، وهو شيء بدا أنه يتنافس مع قوة الله. ومع ذلك، كانت هناك تقارير عن دور السينما السرية التي تعمل في السنوات الأخيرة، حيث ينكر المنظمون أنها تروج للقيم غير الإسلامية. هناك أيضًا تقارير عن سفر العديد من المواطنين السعوديين إلى الدول المجاورة للذهاب إلى السينما، أو مشاهدة الأفلام عبر الإنترنت. علاوة على ذلك، تتلقى صناعة السينما الدعم من الأمير الوليد بن طلال، صاحب شركة روتانا الترفيهية، التي يرى البعض أنها علامة مشجعة على إعادة إنشاء السينما في المملكة العربية السعودية.
مع صعود الشبكة الرقمية والاجتماعية، تزايد الضغط على المملكة العربية السعودية فيما يتعلق بسماح دور السينما حيث كان الكثيرون يشاهدون الأفلام عبر الإنترنت على أي حال. في عام 2005، تم افتتاح سينما مرتجلة في الرياض رسميًا على الرغم من اقتصارها على الرجال والأطفال فقط لمنع الاختلاط بين الجنسين في الأماكن العامة. لم تكن هذه المحاولة الوحيدة لإعادة السينما؛ في عام 2006، كيف الحال؟ أصبح أول فيلم روائي ممول بالكامل من السعودية. كما كان ببطولة ممثلة سعودية. هناك العديد من علامات الاسترخاء الأخرى، على سبيل المثال، بدأت جدة في استضافة مهرجان الفيلم الأوروبي منذ عام 2006، وعُقد مهرجان سينمائي سعودي واحد في الدمام في عام 2008، على الرغم من أن هذا لم يلق أي استجابة من بعض رجال الدين الأكثر تطرفا. علاوة على ذلك، تم عرض فيلم مناحي في الرياض عام 2009، على الرغم من منع النساء من الحضور. وأخيرًا، في عام 2017، استهدفت الجهود التي قادها نجل الملك وولي عهد المملكة العربية السعودية، محمد بن سلمان، تعزيز قطاع الترفيه في المملكة العربية السعودية بما في ذلك تعزيز البنية التحتية للمسرح والسينما في المملكة العربية السعودية.
بدأ فيلم الممالك السينمائي في عام 2004 بموافقة وزارة الثقافة لتصوير الموقع في الإمارات العربية المتحدة. وتبع ذلك سلسلة صغيرة من المواهب المحلية تعتمد على المعارض الأجنبية لعرض أعمالهم:
| مخرجون بارزون    | أفلام بارزة                |
| ---------------- | -------------------------- |
| عبد الله المحيسن | ظل الصمت (2004)            |
| إيزيدور مسلم     | كيف تجري الامور؟ (2006)    |
| هيفاء المنصور    | وجدة (2014)                |
| محمود صباغ       | البركة تلتقي البركة (2016) |

## سوريا
عرفت سوريا السينما في عام 1908 بعروض سينمائية في مدينة حلب وفي عام 1912 في مدينة دمشق. وكان لهذا الفن الراقي القادم من دول أوروبا هو الوسيلة الأكثر تعبيرا عن واقع ومجريات الحياة والأحداث، وتجمع عدد من الشباب السوري المتحمس للسينما في منتصف عشرينات القرن العشرين وعملوا لأيجاد صناعة سينمائية في سوريا وفي عام 1927 تم البدء بتصوير أول فيلم سينمائي سوري.
(انظر في مقالة: سينما سورية)

## الإمارات العربية المتحدة
هناك صناعة أفلام آخذة في التوسع في الإمارات العربية المتحدة، معززة بمهرجان الخليج السينمائي السنوي الذي يعرض المنتجات السينمائية في المنطقة، بالإضافة إلى مهرجان دبي السينمائي الدولي، الذي انطلق في عام 2004. تمكن صانعو الأفلام الإماراتيون من المساهمة بكمية كبيرة من الأفلام في هذه المهرجانات. من المقرر عرض أول فيلم رعب في الإمارات العربية المتحدة في خريف عام 2013 بعد بعض التأخيرات في الإنتاج.

## روابط خارجية
- دخول IMDB لمصر
- مقال في صحيفة هندوسية يغطي تصوير «حكاية بحرينية»
- دخول IMDB عمان
- دخول IMDB لليمن